# 陳迪 (四會)
陳迪（？年—？年），字保中，廣東四會縣清塘鎮陶塘人，明朝政治人物。

## 生平
洪武十八年，登乙丑科进士。博學能文，篤於孝友。任湖廣江陵縣丞，有政聲。後緣事被貶，流放遼東。洪武二十二年，以明經薦為國子監助教。仁宗在東宮時召陳迪入文華殿。後選入文淵閣修《永樂大典》。在任十餘年去世，祀賢祠。著有《詩文類集》120卷。